# Дох
Дох (рум. Doh) — село у повіті Селаж в Румунії. Входить до складу комуни Меєріште.
Село розташоване на відстані 414 км на північний захід від Бухареста, 29 км на північний захід від Залеу, 90 км на північний захід від Клуж-Напоки.

## Населення
За даними перепису населення 2002 року у селі проживали 304 особи. Рідною мовою 302 особи (99,3%) назвали румунську.
Національний склад населення села:
| Національність | Кількість осіб | Відсоток |
| -------------- | -------------- | -------- |
| румуни         | 296            | 97,4%    |
| цигани         | 8              | 2,6%     |